# Министерство транспорта Словацкой Республики
Министерство транспорта Словацкой Республики (словац. Ministerstvo dopravy Slovenskej republiky) — одно из министерств Словацкой Республики. Располагается в здании Управления транспортным сообщением (Братислава). Нынешнее название носит с 1 января 2023 года. Располагается в здании Управления транспортным сообщением (Братислава).
Министерство несколько раз меняло своё название и сферу деятельности. Согласно закону №298/1991 Свода законов оно было учреждено как Министерство транспорта и коммуникаций Словацкой Республики, согласно закону №453/1992 Свода законов было переименовано в Министерство транспорта, транспортного сообщения и общественных работ Словацкой Республики, согласно закону №74/1995 Свода законов было переименовано в Министерство транспорта, почты и телекоммуникаций Словацкой Республики.
С 1 ноября 2010 года называлось Министерство транспорта, строительства и регионального развития Словацкой Республики (словац. Ministerstvo dopravy, výstavby a regionálneho rozvoja Slovenskej republiky) — одно из министерств Словацкой Республики. В соответствии с законом №403/2010 Свода законов, по которому были изменены полномочия отдельных министерств (вступил в силу с 1 ноября 2010 года) Министерству были переданы полномочия упразднённого Министерства строительства Словацкой Республики, также Министерство получило полномочия решать вопросы туризма. В соответствии с вышеуказанным законом Министерство с 1 января 2011 года было наделено полномочиями центрального органа управления фондами Европейского союза, которые до 31 декабря 2010 года управлялись непосредственно Правительством Словакии.

## Сфера деятельности
Министерство транспорта, строительства и регионального развития Словацкой Республики является центральным органом государственного управления Словацкой Республики по следующим вопросам: 
1. дороги и транспорт, в том числе железнодорожное, троллейбусное и фуникулёрное сообщение
2. автомобильный транспорт
3. комбинированный транспорт
4. наземные коммуникации
5. внутренние навигация по водным путям, порты, морская навигация
6. гражданская авиация
7. почта
8. телекоммуникации
9. вооружённые силы на транспорте
10. информатизация общества
11. строительство
12. туризм

### Сфера деятельности в прошлом
В 1991—1995 годы Министерство было центральным органом государственного управления Словацкой Республики в области транспортного сообщения в рамках сферы деятельности Словацкой Республики. В период с 1992 по 1995 год Министерство также было центральным органом государственного управления Словацкой Республики по инвестиционному развитию и общественным работам.

## Министр транспорта, строительства и регионального развития
Министерством транспорта, строительства и регионального развития управляет и несёт ответственность за его деятельность министр транспорта, строительства и регионального развития, назначаемый на должность и освобождаемый от должности Президентом Словацкой Республики по ходатайству Председателя Правительства Словацкой Республики.
Нынешний министр с 25 октября 2023 года — Йозеф Раж.

## Государственный секретарь Министерства транспорта, строительства и регионального развития
Полномочия замещать министра транспорта во время его отсутствия (в рамках его прав и обязанностей) имеет государственный секретарь. Министр может и в других случаях разрешить госсекретарю представлять себя в рамках своих прав и обязанностей. При представлении министра на заседаниях правительства госсекретарь имеет совещательный голос. Государственного секретаря назначает и освобождает от обязанностей правительство по ходатайству министра транспорта, строительства и регионального развития. В отдельных случаях Правительство имеет назначать двух государственных секретарей — это относится и к Министерству транспорта, строительства и регионального развития. Министр сам определяет, по каким вопросам и в каком порядке его будут представлять госсекретари. 
С 11 апреля 2012 года государственными секретарями Министерства являются Франтишек Палко и Андрей Голак.